# Jalšové
Jalšové (bis 1927 slowakisch auch „Jalšov“; deutsch Jalschowe, ungarisch Jalsó) ist eine Gemeinde im Westen der Slowakei mit 473 Einwohnern (Stand 31. Dezember 2024), die zum Okres Hlohovec, einem Teil des Trnavský kraj, gehört.

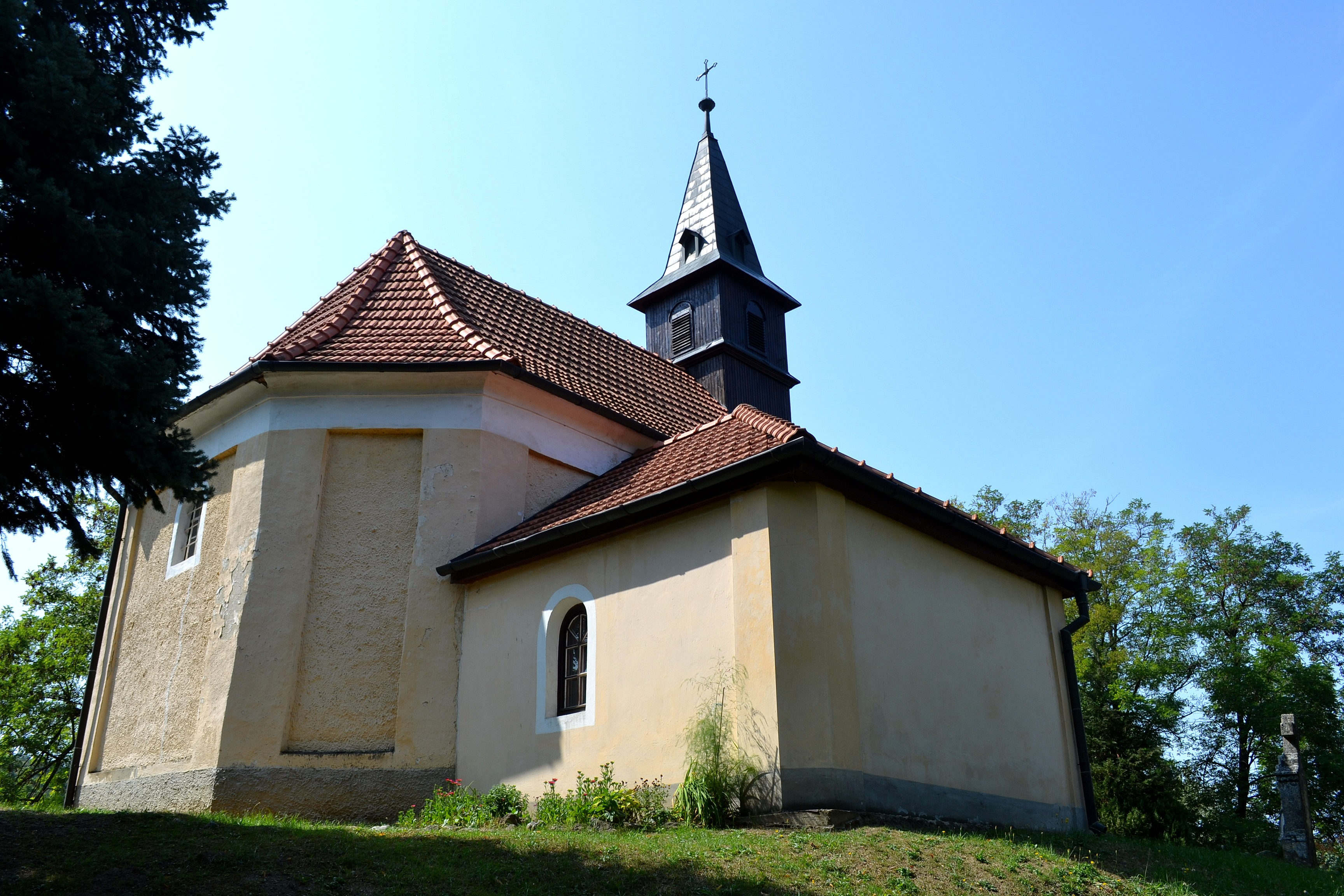
Kirche

## Geographie
Die Gemeinde befindet sich am linken Ufer der Waag, zwischen dem Westhang des Gebirges Považský Inovec und dem Waag-Ausläufer des slowakischen Donautieflands. Das Ortszentrum liegt auf einer Höhe von 180 m n.m. und ist jeweils zehn Kilometer von Hlohovec und Piešťany entfernt.
Nachbargemeinden sind Sokolovce im Norden, Svrbice im Nordosten, Horné Otrokovce im Osten, Horné Trhovište im Südosten, Tepličky im Süden, Koplotovce im Südwesten und Drahovce im Westen.

## Geschichte
Jalšové wurde zum ersten Mal 1352 als Wlseu schriftlich erwähnt und gehörte zum Herrschaftsgut der Burg von Freistadl (heute Hlohovec). Die Haupteinnahmequellen der Einwohner waren Haushandwerk, Landwirtschaft und Weinbau.
Bis 1918 gehörte der im Komitat Neutra liegende Ort zum Königreich Ungarn und kam danach zur Tschechoslowakei beziehungsweise heute Slowakei.

## Bevölkerung
| Jahr                | 1994 | 2004    | 2014    | 2024   |
| ------------------- | ---- | ------- | ------- | ------ |
| Anzahl der Personen | 470  | 469     | 500     | 473    |
| Unterschied         |      | −0,21 % | +6,60 % | −5,4 % |

| Jahr                | 2023 | 2024    |
| ------------------- | ---- | ------- |
| Anzahl der Personen | 479  | 473     |
| Unterschied         |      | −1,25 % |

Nach der Volkszählung 2011 wohnten in Jalšové 495 Einwohner, davon 478 Slowaken sowie jeweils ein Bulgare und Deutscher. 15 Einwohner machten keine Angabe zur Ethnie. 389 Einwohner bekannten sich zur römisch-katholischen Kirche, sechs Einwohner zur Evangelischen Kirche A. B. sowie jeweils ein Einwohner zu den Mormonen, zu den Zeugen Jehovas sowie zur griechisch-katholischen Kirche. 47 Einwohner waren konfessionslos und bei 50 Einwohnern wurde die Konfession nicht ermittelt.

## Bauwerke
- römisch-katholische Heilig-Geist-Kirche, ursprüngliche eine romanische Rotunde aus dem 13. Jahrhundert